# Sange af Theodor Kjerulf og Bjørnstjerne Bjørnson
Sange af Theodor Kjerulf og Bjørnstjerne Bjørnson is een vroege compositie van Hjalmar Borgstrøm Het bestaat uit een zestal toonzetting van gedichten van Theodor Kjerulf en Bjørnstjerne Bjørnson. De zes liederen zijn gecomponeerd in de tijd dat Borgstrøm nog componeerde onder zijn werkelijke naam Hjalmar Jensen.
De zes gedichten zijn:
- Romance (Vidtse du vei) (Kjerulf)
- Venelil ad Arne (Bjørnson)
- Fiskerjenten (Bjørnson)
- Dulgt kjaerlighed (Bjørnson)
- Sang af Arne (Bjørnson)
- Margrits bon af Arne (Bjørnson)